# Luís Amado Carballo
Gustavo Luis Amado Carballo (2. května 1901 Pontavedra – 3. září 1927 tamtéž) byl básníkem a spisovatelem v galicijštině. Spoluzakladatel časopisu Alborada. Hlavní iniciátor a umělec nové tendence v poezii první poloviny 20. století – hylozoismu. Byl jedním z nejvýznamnějších básníků své doby. Od roku 1982 se slaví Den galského umění na jeho počest.

## Život
Narodil se do konzervativní rodiny. Příjmení La Riega se vztahovalo k slavnému historikovi Celso García de la Riega, který představil teorii Galician Colón. Studoval filosofii na Univerzitě v Santiagu de Compostela. Avšak tato studia nedokončil. Roku 1920 se přestěhoval do Madridu s touhou stát se novinářem. Tohoto snu se mu však podařilo docílit jen částečně. Vedl nespoutaný bohémský život a účastní se různých literárních shromáždění. Roku 1922 společně s Xoánem Vidal Martínezem založili časopis Alborada. Roku 1924 působil dočasně jako učitel a posléze se stal redaktorem La Concordia ve městě Vigo v Pontevedra. Zemřel ve věku 27 let na následky tuberkulózy.

## Tvorba
Amado Carballo je autorem několika prozaických děl, ale znám je především jako autor poezie a jako zakladatel hylozoismu.
Jeho poetická tvorba měla vliv na americkou a evropskou avantgardu. Jeho poezie představuje tradiční galicijskou formu v menších uměleckých kompozicích. Užívá oktosyllabický verš, který má 8 metrických slabik. Rytmicky uspořádané sloky a zvukomalba. Klíčovou úlohu ve všech jeho básnických skladbách sehrává krajina, zejména pak ústí Pontevedra. Při popisu krajiny hojně užívá personifikaci. Uměleckými prostředky v jeho básnických skladbách je metafora a podobnost, které působí na smysly a jsou pouze scénickým zobrazením. Jeho lyrika se pohybuje na půli cesty mezi tradičním zobrazením tématu krajiny, personifikované přírody, chuti do života na zemi a mezi vytvářením nových snímků. Objevuje se personifikace krajiny s užitím impresionistických obrazů láskyplných barev, které dávají básním pravý smysl. Technika, kterou popisuje krajinu, se značně podobá technikám naivních malířů

## Dílo
Roku 1919 vydal příběh napsaný ve španělském jazyce El emigrando (Emigrant), který byl zveřejněn v časopise Vida Gallega.
O několik měsíců později bylo zveřejněno jeho dílo Amanecer v časopise Diario de Pontevedra.
Je autorem básní La Estadea, Aurora de Nácar, Tríptico a Tórtola Valencia.
Následně vydal v těchto dvou uvedených časopisech příběh El Peregrino.
Roku 1923 vydal novelu Os probes de Deus, která vypráví o devíti lidských osudech, které prožívají mezi stěnami ošetřovatelského domova.
Překládal díla také t francouzštiny. Z francouzštiny přeložil tři básně autora Paula Forta, a to Pegaria ao santo silenzo, O máis ledo dos lieds a A moza que morreu enamorada.
Po nákaze tuberkulózou strávil léto v roce 1926 v malé vesničce Soutle de Montes. Podzim tohoto roku trávil v Santa Margarida, kde napsal většinu svých básní, a to například O Galo, která byla vydána po smrti, skládá se ze 17 básní.
V roce 1927 vyšlo jeho další dílo Proel, jež bylo publikováno ještě za jeho života. Skládá se z 35 skladeb. Snaží se v něm propojit tradici s moderním pojetím vztahu k zemi.